# Гусиха (Бурятия)
Гу́сиха — село в Баргузинском районе Бурятии. Входит в городское поселение «Посёлок Усть-Баргузин».

## География
Расположено в 22 км к востоку от посёлка городского типа Усть-Баргузин, на левом берегу реки Малая Гусиха, в 6 км к юго-западу от места её впадения в Баргузин.

## История
Основано в 1951 году как посёлок Баргузинского леспромхоза. С 1990-х годов — село.

## Население
| 2002 | 2010 |
| ---- | ---- |
| 366  | ↘270 |